# ثعبان (رمزية)
الثعبان، أو الأفعى (بالإنجليزية: The serpent, or snake)‏ هو واحد من الرموز الأسطورية الأقدم والأكثر انتشارا. الكلمة مشتقة من السربينات اللاتينية، حيوان زاحف أو ثعبان. ارتبطت الثعابين ببعض أقدم الطقوس المعروفة للبشرية وتمثل تعبيرًا مزدوجًا عن الخير والشر.
في بعض الثقافات، كانت الثعابين رمزا للخصوبة. على سبيل المثال، أجرى شعب هوبي في أمريكا الشمالية رقصة ثعبان سنوية للاحتفال بوحدة شباب الأفعى (روح السماء) وفتاة الأفعى (روح العالم السفلي) ولتجديد خصوبة الطبيعة. خلال الرقص، تم التعامل مع الثعابين الحية وفي نهاية الرقصة تم إطلاق الثعابين في الحقول لضمان المحاصيل الجيدة. «رقصة الأفعى هي دعاء لأرواح الغيوم والرعد والبرق، حتى يتساقط المطر على المحاصيل المتنامية». في الثقافات الأخرى، الثعابين ترمز إلى الحبل السري، وتجمع كل البشر إلى الأرض الأم.
قدسية الأفعى أو الثعبان من بين جميع الرموز التي أخذت معانيها من مراقبة الإنسان للطبيعة٬ فإن رمزية الأفعى كانت الأكثر سحراً٬ فقدرتها على تجديد جلدها تبدو بالنسبة للناظر إليها وكأنها ولادة جديدة٬ لذا فقد غدت رمزاً للانبعاث والخلود٬ كما ارتبط بالولادة والأمهات. وهي رمز القوة بسبب حركاتها المتلوية التي تمّكنها من أن تلتّف على غريمها لتخنقه٬ وبسبب سُمها وشرها فهي ترمز إلى جانب الطبيعة الشرير.فقدرتها على القتل «لدغاً أو عصراً» وعلى الشفاء معاً٬ جعلتها عبر التاريخ رمزاً للقوى الإيجابية والسلبية التي تحكم العالم. لذا فإّن صورة الأفعى تستحضر على نحو سحرّي كلاً من الحياة والموت بالإضافة إلى قوى الانبعاث والخصب
تشغل الأفعى مساحة لا يمكن تجاهلها في خيال البشرية، ولا ينطبق هذا الحكم على الإنسان القديم فحسب.. فما تزال الأفعى تثير اهتمام إنسان هذا العصر، والمتتبع للعلاقة بين الإنسان والأفعى منذ بدء الخليقة يلاحظ أنها علاقة ديناميكية نشطة لم تثبت على حال واحدة.. ذلك أن تاريخ البشرية قد شهد تقلبات وتغيرات في هذه العلاقة ورموزها من عصر إلى عصر، ومن تصور حضاري لآخر، وقد تأرجحت هذه العلاقة بين معاني الخير والشر والتقديس والتحريم
رمزية الأفعى في الأسطورة والحكايات التاريخية الدينية عموماً؛ حيث إنها هي التي سرقت نبتة الحياة من جلجامش بعد صراع مرير في بحثه عن الخلود وكذلك هي التي أوحت لحواء بالأكل من شجرة الحياة ليتم طردهم من الجنة في الحكاية المسيحية، إذاً الأفعى كانت دائماً وما زالت رمزاً لسرقة الحياة الأبدية الخالدة من الإنسان

## الحيَّة بصورة عامة
لعبت الحية أو الأفعی دورا بارزا في أساطير العالم، وهي أحيانا تظهر بمظهر الوجود الخير، وأحيانا أخرى بمظهر الموجود الشيطاني. والحية في التراث اليهودی المسيحی ترمز دائما إلى الشر أو الشيطان، ففی سفر التكوين: فقال الرب الإله للحية لأنك فعلت هذا ملعونة أنت من جميع البهائم، ومن جميع وحوش البرية. على بطنك تسعين، وترابا تأكلين كل أيام حياتك،(الإصحاح الثالث: 14). وذلك بعد غواتيها للمرأة لتاكل من الشجرة المحرمة.
وإذا كان النص السابق لم يوحد بين الحية والشيطان فإن كُتَّاب العهد الجديد وحدوا بينهما.
وفي سفر العدد نجد أن الشعب اليهودی: "تكلم على الله، وعلی موسی فارسل الرب الإله على الشعب الحية المحرقة. فلدغت الشعب فمات قوم کثيرون من إسرائيل.. فصلی موسى لأجل الشعب.. وصنع حية من نحاس وضعها على الراية، فكان متى لدغت حية إنسانا، ونظر إلى حية النحاس يحيا، (عدد الإصحاح الحادی والعشرون: 5 - 1).
والحية التي صنعها موسی من نحاس شبيهة بحية مماثلة كانت مخصصة لإله الحياة في الطقوس السومرية. ويبدو أن الحية النحاس ظلت مستخدمة بعض الوقت. إذ يقال لنا إنها كانت موضع تبجيل خلال عهد حزقيا (717- 989 ق.م) وأن هذا الملك حطمها: سحق حية النحاس التي عملها موسی، لأن بنی اسرائیل کانوا إلى تلك الأيام يوقدون لها، ودعوها «نخشتان»، (الملوك الثاني - الإصحاح الثامن عشر: 4). واستخدم المسيح صورة الحية النحاسية في قوله: «كما رفع موسى الحية في البرية، هكذا ينبغي أن يرفع ابن الإنسان». إنجيل يوحنا: (الإصحاح الثالث: 14).
وكانت الحية المتوحشة في الديانة المصرية القديمة هي «أبوفيس» العدو اللدود لإله الشمس رع وللإله حوریس، والإله أوزوريس، وهي تحاول دائما أن تمنع الشمس من الشروق كل يوم. وكان المصريون يصنعون حية من الشمع وينقشون عليها اسم أبوفيس ويتلون عليها التعاويذ والرقي ثم يلقون بها في النار. وتكون نتيجة هذه الطقوس أن تشرق الشمس على أرض مصر كل يوم. غير أن نفس المصريين رأوا في الحية رمزا على البعث؛ لأنها تغير جلدها. وتخصص بعض النصوص المصرية القديمة لمساعدة الموتى على إنجاز البعث، فيضعون في فم الميت الأبيات التالية:
"أنا هو الحية ساتا Sata ذات العمر المديد
لقد ولدت، وهئنذا أولد من جديد كل يوم..
إنني أجدد نفسي، وأصير شابا كل يوم.
واتخذ اليونان من الحية أيضا رمزا للبعث والشفاء. ويظهر اسكلیبوس إله الطب بالصولجان - شعار مهنة الطب - وهو صولجان تلتف عليه حيتان، وفي أعلاه جناحان، أو تلتفان حول خوذة مجنحة؛ إشارة إلى الحركة السريعة.
وتظهر الحية في أساطير الأزتيك. كما تظهر في أساطير الفرس الذين كانوا يعتقدون انها تجلب المرض والموت. وقد تحول أهرمان إله الشر ذات مرة إلى حية، ودخل في قلب الموجودات البشرية مثيرا فيها الشهوة، والجشع والكذب وحب الانتقام.
وهناك إلهات كثيرة في أساطير العالم يتحدثن مع الحية أو الأفعی، منها الإلهة السومرية أنانا ملكة السماء. التي يصورونها دائما ممسكة في يدها بالحية رمزا لسيطرتها على القضيب. وكذلك الإلهة الأم «منون» المسيطرة على الرجال في الأساطير الهندوسية. وارتبطت الأفعى بالإله «فشنو» الذي كان ينام على حية ملتفة فوق الماء الأصلي.

## رمزية الأفعى لدى الشعوب

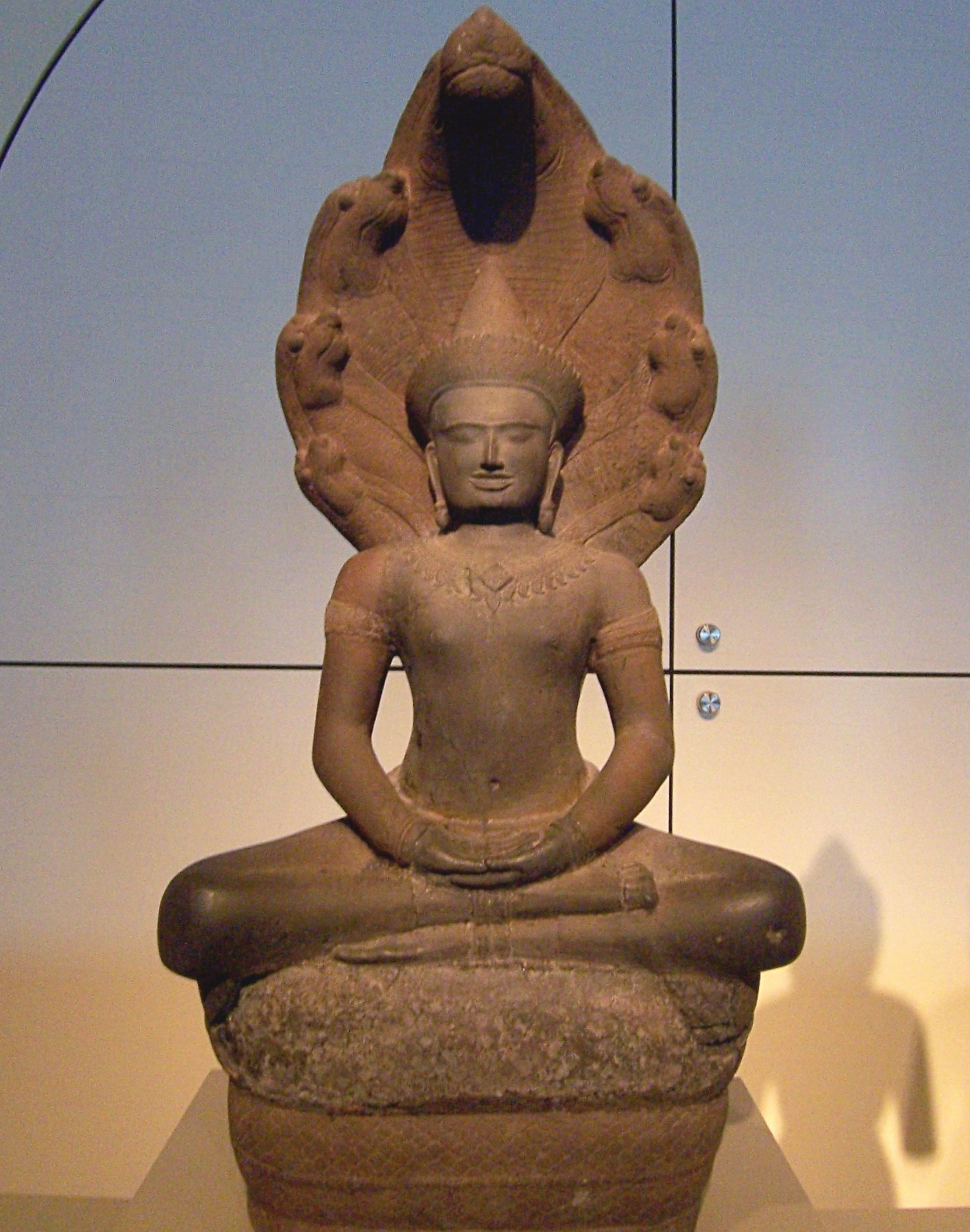
المتأمل بوذا محمي من قبل الناغا (الثعبان) كمبوديا ، 1150 إلى 1175

يرمز الثعبان إلى الأرض٬ وهذه الرمزية شائعة عالمياً٬ لأن هذا الحيوان في تماس مع الأرض بكل جزء من جسده٬ وهو يغيب في الأرض عدة مرات في اليوم٬ ويبقى في الأرض كل الليالي وكل فصل الشتاء٬ ورأى القدماء أن الأفعى عندما تخترق جوف الأرض٬ فهي تنتزع أسرارها٬ لذلك أصبحت عند بعض الشعوب رمزاً للمعرفة والحكمة٬ خاصة شعوب مصر والشرق الأدنى٬ ففي مصر القديمة يكشف الثعبان أسرارها للربة «ايزيس» التي تنقلها بدورها للفرعون وبعض الكهنة٬ ومنذ عهد الأسرة الحاكمة الأولى يحمل الفرعون اسم الثعبان٬ ويحمل النصب الذي يوجد في قبره صورة قصر يعلوه ثعبان. وفي الهند ارتبطت عبادة الأفعى في الهند برمزية المياه، حيثُ عُدَّت الأفاعي حارسة ينابيع الحياة والخلود٬ وبالتالي حارسة لثروات الروح العليا والتي يرمز لها بالكنوز الدفينة٬ أما في الغرب٬ فقد رمزت الأفعى نظراً إلى شكلها المتلوي الشبيه بالأمواج٬ إلى حكمة الأعماق والأسرار العظيمة.
كما سادت لدى الشعوب البدائية في أستراليا٬ فكرة ارتباط الأفعى بقوس قزح٬ فبحسب أساطيرهم التي نقشوا رسومها على الصخور٬ كان يوجد أفعى قوس قزح مؤنثةُ تلقب بالأم وخالقة كل شيء حّي «البشر٬ النباتات٬ والحيوانات». وأفعوان قوس قزح مذكر كان يقاتل الشمس على المياه بالنيابة عن البشر.

### عندالسومري
عرف الأدب السومري الأكادي لعنة تقول: «إن من يثبت نظره على ثعبان أثناء خروج الأخير من أحد ثقوب المنزل في اليوم الأول من سنة جديدة٬ وقبل أن يترك فراشه ليضع رجله على الأرض٬ سيموت في هذه السنة». عند البابلي وفي الحضارة البابلية يصرع الإله مردوك (يتخذ شكل تنين ذي رأس ثعبان مقرن) الثعبان٬ كرمزية لصراع الخير والشر٬ وهذا الموضوع ممثل على إناء موجود في متحف اللوفر/فرنسا.

### فيالهند
ويعتبر الثعبان «كاليا» في الهند شيطان التكبر والجهل٬ وقد انتصر عليه الإله «كريشنا» ٬ وصّورت هذه القصة على عدة قطع أثرية موجودة في المتحف الوطني/ دلهي (الهند).

### فيمصر
أما في مصر الفرعونية فقد كان رمز الأفعى شائعاً جداً٬ فقد كان الحرف الهيروغليفي الذي يعّبر عن القيمة الصوتية للحرف Z عبارة عن صورة حركة الأفعى.
عند الآلهة المصرية تتجسد ازدواجية رمزية الأفعى٬ فإلى جانب الآلهة الإيجابية (الخيرة) في هيئة ثعابين كانت توجد السلبية كذلك٬ فمثلاً الرب الخالق (آمون) هو الحّية الطالعة من فوضى البدء٬ إنه شخصية إيجابية٬ ولكن في المقابل العدو الرئيسي لإله الشمس رع هو الأفعوان الضخم «آُبب» الذي كان أثناء الليل يبتلع المياه الباطنية للنيل٬ إنه شخصية سلبية (شريرة) في الأسطورة المصرية٬ وأيضاً نجد ضمن الآلهة المصرية هذه الازدواجية في الرمز تتكرر مراراً٬ فإلهة الخصب «ررينببنوتيت» هي حّية إيجابية٬ بينما عملاق الليل والظلمة «نيبيجد» فهو شخصية سلبية على هيئة ثعبان.

### فياليونان
كما ارتبطت الأفعى بإلهة الحكمة أثينا التي مثلت بهيئة امرأٍة محاربة وهي تمسك بترٍس تزينه صورة ميدوزا المرأة التي مسختها أثينا بعد أن أهانتها وقتلها بيرسيوس٬ وكان رأس ميدوزا هذه مغطى بالأفاعي التي نبتت مكان شعرها بعد مسخها٬ وكانت تحّول كل من ينظر إليها إلى حجر.
كما تذكر بعض المصادر التاريخية بأن معبد أثينا في مدينة أثينا كان يحتوي على أفاٍع غير سامة٬ وسواٌء كان هذا الأمر صحيحاً أم لا٬ فإنه يعكس بوضوح مكانة الأفعى عند الآلهة وبالتالي في الديانات الإغريقية القديمة. ومن التمثيلات الشهيرة لرمزية الأفعى صولجان هرمس المعروف باسم الكاديكوس Caduceus فقد تدخل رسول الآلهة هرمس في الصراع الدائر بين أفعوين فالتّفتا حول صولجانه٬ ويعلو رأسي هاتين الأفعوين جناح صغير أو خوذة مجنحة. وقد رمز الكاديكوس عند الرومان إلى التوازن الأخلاقي والسلوك الجيد٬ حيث رمز الصولجان إلى القوة٬ ورمزت الأفعى إلى الحكمة٬ والأجنحة إلى المثابرة٬ والخوذة إلى الأفكار النبيلة٬ وحتى يومنا هذا ما زال الكاديكوس العلامة المميزة للأسقف الكاثوليكي في أوكران.

### فيسبأ

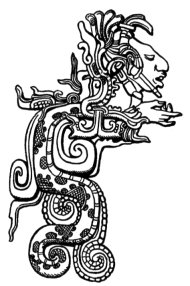
رمز الثعبان في المايا

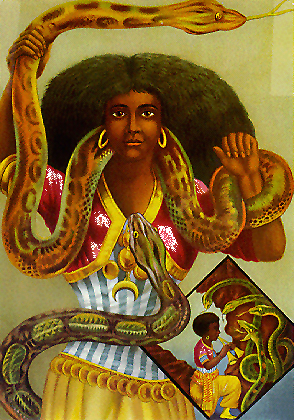
مامي واتا ، المهمة في الديانات الأفريقية والأفريقية الأمريكية

في حضارة سبأ القديمة (حضارة يمنية قامت قبل الميلاد في جنوب الجزيرة العربية واشتهرت بتجارة اللبان والبخور، وبسيطرة أسطولها البحري على المحيط الهندي والسواحل الإفريقية)، كانت الثعابين تحرس أشجار اللبان السرية المقدسة بحسب الميثولوجيا اليمنية، وكان هناك أيضاً نوع آخر من الثعابين، الثعابين المجنحة التي اختصت بتعذيب الخطاة، وسارقي اللبان، وأعداء المكرب السبأي (الملك/الإله).

### فيالصين
وفي الصين القديمة تطورت فكرة الثعبان الطائر إلى ما يعرف بالتنين، رمز الصين. التنانين كانت مخلوقات متوحشة امتلكت القدرة على التفكير لذلك اعتبرت مخلوقات حكيمة، وكانت رمزاً للمجد ولكبرياء الحكمة المتوحشة. كانت تنفث اللهب من أفواهها وأنوفها، وتتنفس الدخان الحار الأبيض، كانت معمرة ومقدسة، وكانت رمز العالم القديم.

### فيانجلترا
و نجد فكرة الثعبان المجنح/التنين موجودة في إنجلترا القديمة ورومانيا كما في كل أنحاء أوروبا القديمة، وتوجد لها أيضاً جذور في أساطير الحضارة الهللينية (الإغريقية أو اليونانية) الشهيرة. وأصبح التنين رمزاً للعديد من فرق الفرسان الأوروبية، كما أصبح شعار النبالة للعديد من الأسر النبيلة، وكذلك شعاراً للعديد من الملوك، وللكثير من ممالك شرق آسيا وجنوبها، بسبب مكانته المقدسة، واشتق من اسمه الاسم الذي يعني الفرسان المدرعين، أو سلاح الفرسان الثقيل، خيالة التنين أو التنانين، فالتنين يعني (dragon)، والفارس المدرع كامل التسليح يعني (dragoon).

### الرومان
تفسر الآبار الرومانية العميقة جداً التي حفرها الرومان في قلاعهم حسب التفسير الميثولوجي بأنها كانت مباءات للثعابين الهائلة التي عاشت في ذلك الزمان، وكذلك تعزى التكاوين الكهفية شديدة العمق والضيق في بريطانيا إلى هذه الثعابين، التي كانت تعرف بالديدان، والكلمة الإنجليزية (Worm) التي تعني الدودة وهي شيء حقير بمقاييس اليوم، اشتقت من الكلمة اللاتينية (Wyrm) والتي تعني الأفعوان الهائل. وهناك مناطق في بريطانيا تعرف بـعرين الديدان خطأ، فالمقصود، عرين الأفعوانات. وتجمع الحضارات الإنسانية في مهودها على الرعب الهائل الذي مثلته المخلوقات الثعبانية المقدسة، كثعبان الباسليسك وهو ثعبان خرافي ورد في التراثيات الميثولوجية الأوروبية للدلالة على نوع من الثعابين الهائلة كالأفعوانات (Wyrms)، تمتاز بطول العمر الذي قد يصل إلى آلاف السنين.

### فياليابان
كما أن الثعابين اعتبرت رمزاً للشيطان، واعتبرت مخلوقات حارسة لجهنم، ويختص الثعبان الأخضر في الثقافة اليابانية بالدلالة على الشر المباشر، أو ما يمكن اعتباره الشيطان.

### العرب
و اعتبر الثعبان في شبه الجزيرة العربية رمزاً للشيطان أيضاً، كما هو رمز للموت المفاجئ، وللغضب، والعداء، وفقدان الإيمان، والشك، بدون تحديد للون، لكنها بشكل عام اعتبرت الثعبان الضخم الأبيض أو الفضي أكثر إيذاء من الأسود، ويمكن تفسير ذلك بالنظر إلى البيئة العربية الصحراوية التي تجعل من المتعذر على العربي تمييز الثعبان الأبيض أو الفضي في رمال الصحراء البيضاء، ما يعطي الثعبان الفرصة لمفاجأة الضحية.

## مكانة الثعبان

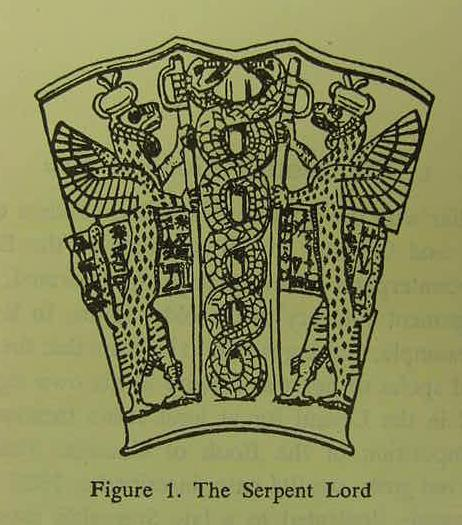
"إناء الإراقة في جوديا" مع تنين موشوسو ، المكرس لنينجيشيدا (التسلسل الزمني القصير للقرن العشرين قبل الميلاد). يفسر الصولجان بأنه يصور الإله نفسه.

بشكل عام، تزيد مكانة الثعبان في الثقافة الجمعية كلما اقتربنا من الحضارة وبالذات الحضارات الزراعية، وتختلف درجات أذيته باختلاف ألوانه، ففي أوروبا، تعد الثعابين السوداء أو داكنة اللون أكثر إيذاء من نظيرتها فاتحة الألوان، ويرجع ذلك إلى البيئة الأوروبية الخصيبة التي تسهل اختفاء الثعابين الداكنة في التربة، وبين الأشجار. كما أن الثعابين السوداء هي رعب حقيقي في أدغال إفريقيا بسبب تعذر تمييزها عن الأرض السوداء بفعل ظل الأشجار العالية، وتعد ثعابين الأناكوندا الشهيرة في غابات الأمازون إحدى الصور الواقعية الشهيرة لثعبان الباسليسك.

### قدرات خارقة
وتجمع الثقافات على القدرات غير الطبيعية لعيني الثعبان المخططتين، فهما تملكان القدرة على صعق الناظر إليهما مباشرة وشله، كما أن من يقتل ثعباناً، ينبغي عليه أن يقتلع عينيه، لأنه حسب المعتقد الشعبي، يأتي الثعبان القرين للثعبان المقتول وينظر في عينيه فيعرف قاتله لأن عيون الثعابين تحفظ آخر صورة انطبعت فيها قبل موتها، وبهذا يكون قاتل الثعبان عرضة لانتقام القرين (و لكل ثعبان قرين)، الذي قد يطارد القاتل في طول الأرض وعرضها، كما قد يستحضر الثعبان انتقاماً مروعاً من القاتل دون مطاردة باعتباره من سعاة الشيطان، وحرسه، كما باعتباره من المخلوقات الأرضية الغائرة في قدمها بحيث أنها تملك قدرات ما ورائية، لذلك تستخدم في أعمال السحر الأسود التي تستنزل اللعنة الأبدية على فاعلها.

## الحية والمرأة

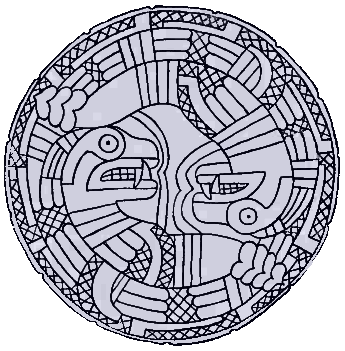
صور ثعبان أمريكا الشمالية القديمة غالبًا ما كانت تظهر أفعى الجرسية

كتبت الدكتورة ابتهال الخطيب أنَّ" قصة فتاة تقع في حب كاهن معبد. القصة معقدة وغير منطقية كعادة كل القصص التراثية الإسطورية إلا أن المثير فيها أن الفتاة تتحول في لحظة غضبها إلى حية شبيهة بالتنين تنفث حقدها ناراً تحرق بها حبيبها الذي تعتقد بخيانته.
لفتني رمز الحية الذي لا يكاد يخلو منه أي ثقافة أو حضارة أو فلسفة دينية والذي عادة ما يقدم مرتبطاً بالأنثى في دلالة على شرورها ودهائها بعد أن بدأ في فجر البشرية كدلالة على قوة الأنثى وحكمتها بل وإلوهيتها. أن تتبع تاريخ تشبيه المرأة بالحية بداية من التشبيه الإيجابي مقدس المعنى ووصولاً إلى التشبيه السلبي شوفيني التضمين يشير بوضوح إلى التحول الحاد للمجتمع البشري من مجتمع أمومي كانت فيه المرأة هي الرمز/الآلهة/القائدة إلى مجتمع ذكوري أصبحت فيه المرأة هي الآخر/مصدر الآثام/الشر الذي لابد من التخلص منه.
فكما ظهرت الحية في التاريخ الياباني القديم بشكل تمييزي ضد المرأة، كان لها ظهور في التاريخ السومري، الذي هو لربما أقدم من الياباني، بذات القالب حينما هاجمت الحية البطل جلجامش سارقة منه نباتا يحتوي اكسير الشباب الذي يضمن له شبابه وقواه مدى حياته. تتابع ظهور الحية في العديد من الحضارات، ولكن المثير للانتباه هو أنه في حال ارتبط رمز الحية بالأنثى، فإن هذا الارتباط، الذي بدأ في أول البشرية ايجابياً ومصدقاً على قوة وإلوهية المرأة، انتهى لأن يكون دلالة على دهائها وشرها وسمومها النفاثة مع تحول البشرية إلى النظام الأبوي. وهكذا وصل هذا الرمز للأديان، فتحولت عصا موسى إلى أفاعي مخيفة في اليهودية، ودخلت أفعى إلى الجنة لتخرج منها آدم وحواء في المسيحية، وهي مخلوق مكروه ودلالة آثام وشرور، حيث أنها كذلك سبب خروج الإنسان من الجنة في هيئة حواء (حية من حياة ومن الحياة حواء-من ظل الأفعى، ص 88) في الإسلام.
إلا أن الكاتب د. يوسف زيدان يدعونا إلى مراجعة تاريخ هذا الكائن الزاحف الخارق وارتباطه التاريخي بالمرأة في روايته القصيرة الرائعة «ظل الأفعى» فيقول: «الحية عكس الميتة . . الحية ضد الفناء . . الحية مرادفة للخلود، والانبعاث، وتجدد البقاء. . الحية، أنت وأنا لحظة مولدك، لحظة الميلاد التي تتحقق بها أنوثة الأنثى، على نحو لا مثيل له. والحية، هي روح الوحي الأنثوي الساري في النساء، خافتاً كالفحيح، منذ فجر الوجود إلى يوم منتهاه». ثم يقول زيدان: «وللحية معان مستترة عن أعين الناس، وشت بها اللغةـ وتناساها الناس. الناس نسيان. فمن مستتر معانيها، ما يأتي في متون اللغة عند الإبانة عن لفظ إله. . ولا تندهشي من قول لغوي شهير، ابن منظور، إن الإلهة هي الحية العظيمة! وفي بيان مادة لوه يقول في كتابه المشهور «لسان العرب» ما نصه: اللاهة هي الحية، واللات صنم مشهور يكتب بالتاء (اللات) وبالهاء (اللاه) والأخير هو الأصح، وأصله لاهة وهي الحية!». وحتى عند العرب كان للحية معان خطيرة كما يشير زيدان كلها ترمى إلى عضو المرأة الخاصة بالتزويد بالحياة.
وكما تحولت المرأة من إلهة خارقة خلاقة في فجر الوجود الإنساني إلى كائن مستعبد ومادة شهوانية ومخلوق سام خطير في غروبه، تحول معها معنى ودلالات الأفعى، من رمز للوجود والحياة والقوة إلى آخر للدهاء والفناء والموت. هكذا قلبنا المعاني وحورنا الفهم التاريخي لصالح الذكورة الشوفينية، فنسينا تاريخنا الأنثوي المقدس، وإن حدث وذكرنا أحدهم به، تملصنا منه وكأنه جاهلية ورجس عظيم. إن تاريخنا البشري ينضح بسذاجتنا، يرسم خارطة واضحة لتبدل أدوارنا، يصور صورة يانعة الألوان لموروثاتنا الأسطورية التي أصبحت ايمانيات ومعتقدات ومفاهيم مقدسة لا تمس. نحن كائنات غريبة ساذجة، مهيبة رائعة، يجب أن نحتفي وننعي وجودنا الجليل المضحك في ذات الوقت".

## عبادة الأفعى

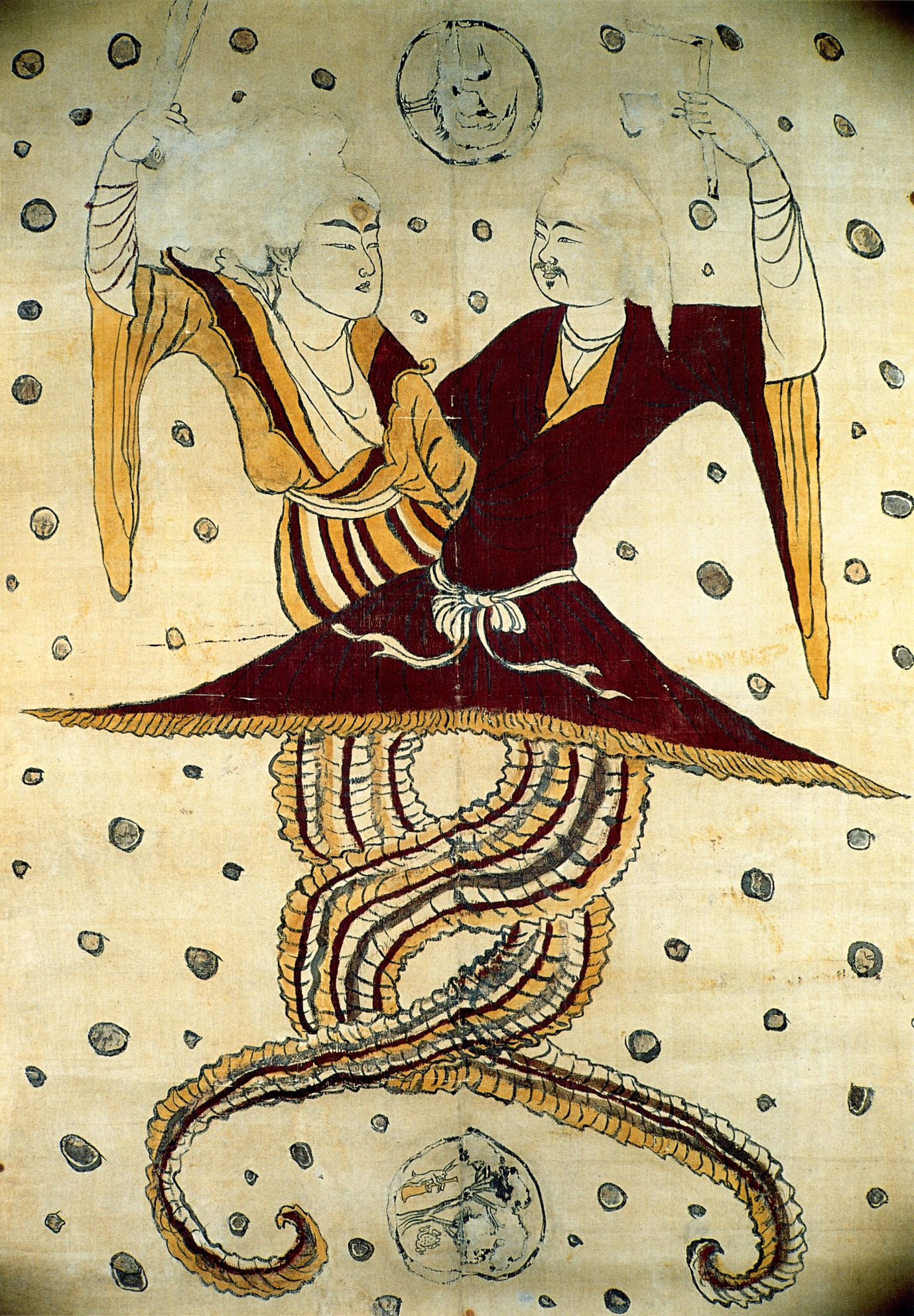
اكتشفت لوحة قديمة لنوا وفوشى في شينجيانغ

أنيمال وورشب (عبادة الحيوان:Animal worship)
ظهرت عبادة الحيوان في الأديان القديمة (أديان الطبيعة). وفي تلك العبادات اعتبرت الحيوانات مظاهر أو تشخيصات للمعبود، أو أضفوا عليها خصائص مقدسة. وأقيمت العبادة جزئيا على حقيقة أن الحيوانات تمتلك صفات لا يملكها البشر، أو يملكونها بدرجة أقل، كالقوة والسرعة، مما يوحي بالخوف. عنصر آخر عمل على عبادة الحيوانات وهو الأسرار المحيطة ببعض الحيوانات. ومثال ذلك الأفعى. إنها مخيفة، ومع ذلك قدستها الكثير من الثقافات؛ فلها مزايا شافية أو مترافقة مع الصحة.
هي رمز الرب الطبيب (أسكليبيوس Asclepius) ورمز الخلود (تجديد جلدها). والأفاعي الهامة في الميثولوجيا هي أبوفيس Apophis في مصر والحية العالمية جورمونغاند Jormungand وأنانتي Ananta في الهند وحية الأزتيك الكبرى كويتزالكوتل Quetzalcoatl. وكانت عبادة الحيوان في مصر القديمة جزءا هاما من الديانة. فالربات حاتور Hathor وباستيت Bastet ظهرتا على شكل بقرة وقطة، وظهر حورس Horus على شكل نسر. واعتبرت القطط معبودات منزلية، وفي ممفيس عبد الثور أبيس كمرافق للرب بتاح Ptah وكان الكبش يرافق في العبادة أمون Amon طيبة، وكان العقرب تجسيدا لخيبري Khepri... وهكذا. وفي الهندوسية، وكذلك في الديانة الفارسية القديمة، كانت البقرة حيوانا مقدسا.
تأخذ عقيدة عبادة الأفعى أشكالاً متعددة؛ فهي إما أن تكون موجهة إلى ثعبان واحد، أو إلى عدة ثعابين، أو حتى إلى قطع بعينها من ثعبان ما، كما قد تكون هذه العبادة موجهة إلى روح أحد الآلهة، وقد تشكلت في أفعى معينة سواء أكانت أفعى حقيقية أو متخيلة، أو في شكل تماثيل معدنية أو حجرية أو كانت أفاعي حقيقية.
وترجع أشكال هذه العبادة في الأغلب إلى عبادة أفعى حقيقية، سرعان ما أصبحت خير مكان تحل فيه روح الإله.. وللرجوع إلى أصل هذه العبادة ينبغي أن نلاحظ التأثير السلبي والإيجابي للحيوان في عقلية الرجل البدائي؛ إذ إن إحساس هذا الرجل بقوة الأفعى وحكمتها على نحو ربما يفوق قدراته جعله يتوجه نحوها بالتقديس، وكذلك أغراه جمالها ونعومة جلدها وحركتها الغامضة بلا أقدام أو أجنحة، وهو أمر قد تنفرد به الأفعى دون سائر الكائنات الحية وقدرتها على الاختفاء المفاجئ ولمعان عينها وبريقها وجمالها وقوتها وقوة سمها المميت، ثم أخيراً قدرتها على استعادة شبابها بتغيير جلدها، وهو الشيء الذي من أجله نظر الإنسان البدائي إليها بوصفها مالكة للخلود.. وهذه المظاهر جميعاً جعلت الإنسان البدائي يرى في الأفعى قدرات خارقة تعد الأساس الأول لصياغة الأساطير حولها.
وإذا كانت الأفاعي تنقسم في الطبيعة إلى سام وغير سام، فإن هذا التصنيف انعكس بدوره في تقسيم الأفعى أسطورياً إلى أفعى شريرة تشبه الشياطين والأشكال الأخرى المهولة، وأفعى خيرة تقوم على حراسة كنوز الإنسان وممتلكاته. وقد تعبد الأفعى لذاتها، وقد تعبد بوصفها ممثلة لروح الإله المعبود أو الأرواح بصفة عامة؛ ذلك أن الإله نفسه قد يظهر أحياناً في شكل أفعى ضخمة تماماً مثلما يظهر في شكل حيوان آخر له قدسية الأفعى، كما يؤكد طه الهاشمي في مصنفه (تاريخ الأديان وفلسفتها) الصادر عن دار مكتبة الحياة.

### التفكير الديني البدائي
ولقد تطور التفكير الديني لدى الإنسان الأول حتى اعتقد بقوة الروح وألّه من مظاهر الطبيعة ما شاقه وسكن إليه كالشمس والرعد والصاعقة، وهكذا اتخذ من هذه المظاهر آلهة خير وآلهة شر، ثم أخذ اعتقاده يتطور فعبد الأحجار والأشجار، فلما فطن إلى عدم جدواها أعرض عنها وعظم الروح التي توهمها فيها ورفع من شأنها، ثم صار مشركاً يعبد آلهة متعددة يتقرب إليها بالصلوات ويتقي شرها بالأضاحي والنذور. ولاحظ علماء الأديان القديمة أن هناك سببين لعبادة الحيوان:
أولهما:
عبادته لذاته مباشرة لمنفعتها وألفتها أو قوتها، ولا يخفى أن الإنسان القديم كان يعتقد أن أرواح البشر بعد الموت تنقلب إلى حيوانات!
ثانيهما:

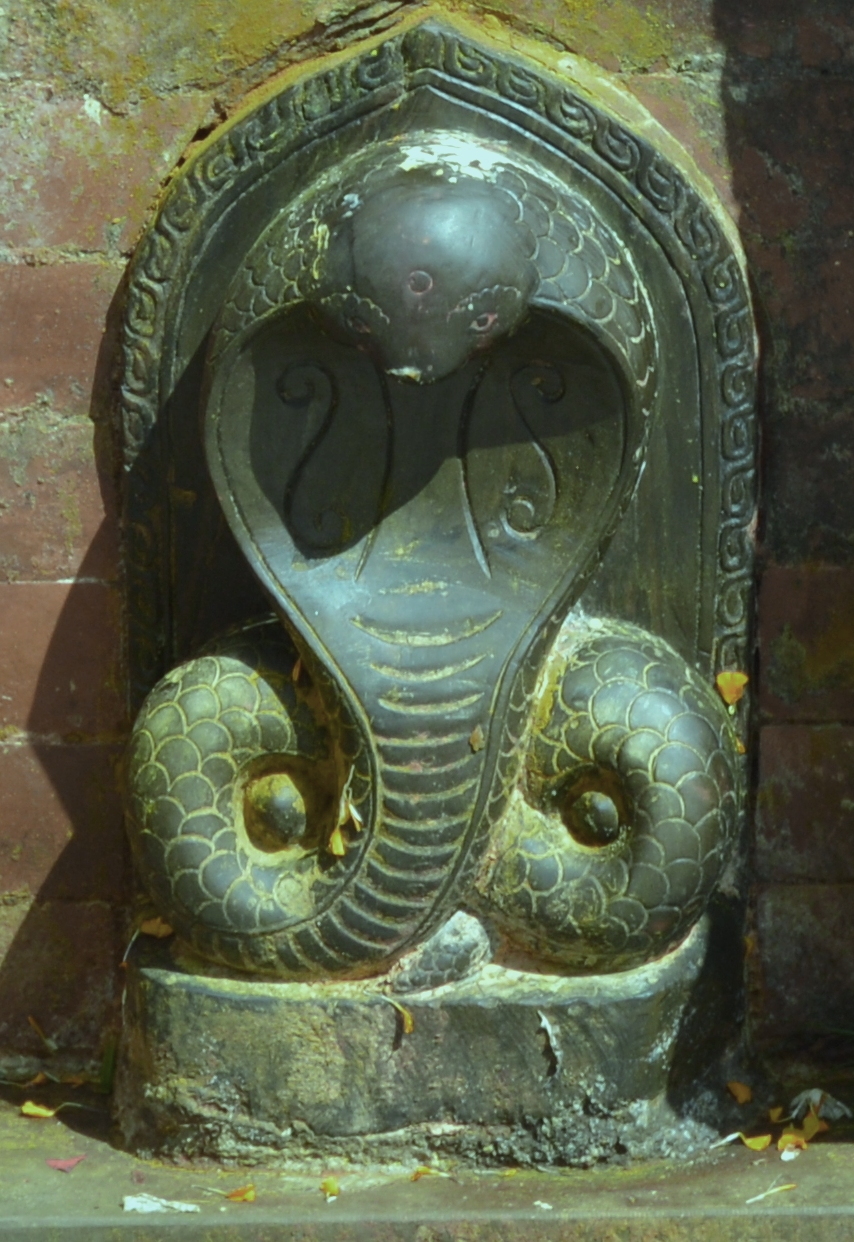
النغا أو الثعبان

احترام الحيوان المعبود بوصفه طوطماً ممثلاً الأجداد.
ولقد عبد الإنسان البدائي الأفعى بوصفها المألوف، إما خوفاً منها على عادة الشعوب البدائية التي توجهت بالعبادة والتقديس إلى الكائنات المخيفة اتقاءً لشرها، أو اعتقاداً في أنها تتقمص أرواح الموتى والشياطين، فقدسوا التماسيح والعقارب والثعابين السامة، واللافت للنظر أنهم لم يؤلهوا جميع أنواع الثعابين، وإنما قدسوا الكوبرا أو الصل (ما يسميه العرب بالناشر) في جميع الحضارات المصرية القديمة التي أحاطت بالجزيرة العربية في عصور ما قبل التاريخ، وفي العصور التاريخية سواء الحضارة المصرية القديمة أو الهندية أو البابلية، بل إن شعوب إفريقيا وأمريكا تشترك معها في هذه العقيدة.
لقد اتخذ المصري القديم الأفعى رمزاً طوطمياً له، جاعلاً منها المعبود الذي يحميه من الأرواح الشريرة، ويدفع عنه أذى الأعداء بتوجيه عناصر الأذى فيه إلى أعدائه... ومن هنا فإن ذكر الأفعى يرد في أساطير مصر القديمة أولاً مرتبطاً بالعين التي خرجت فكرتها إلى الوجود بوصفها عين حورس الإله السماوي، وهي عين ثالثة بالإضافة إلى عيني الإله، وكانت العين أساساً هي أفعى اليورايوس (الصل) الذي كان مثبتاً إلى أحد التيجان أو عصابة الرأس على جبهة الملك، كما يقول الدكتور صمويل كريمر في كتابه القيم: أساطير العالم القديم ويبدو أن كلاً من اليورايوس والعين قد نشآ من فكرة أن أفعى (جت القدس) وهو اليورايوس على جبهة الملك هو تجسيد الآلهة وأحد أشكال الأفعى البدائي الذي تقول الأساطير إنه أول جسد ألقي على جزيرة الأرض الملتهبة عند بداية الخلْق، ومع مرور الزمن تسللت أسطورة آسيوية تمثل صراع آلهة السماء والنور مع تنين المحيط المخيف إلى مصر الفرعونية حيث تمثلت في قصة الأفعى الضخمة المسماة (اليعبوب) عدو إله الشمس المصري.

### عبادتها في التاريخ
ويحدثنا المؤرخ هيرودوت أن أفعى في بابل كانت تعبد هناك، كما أن الإله (أيا) اتخذ من الأفعى ذات الرؤوس المتعددة شعاراً له، مثلما اتخذها الإله (مردوخ) شعاراً له كذلك بعد أن أسرت إليه الأفعى ذات الرؤوس السبعة بالطوفان فقام ببناء سفينة النجاة العظيمة، وكانت هذه الأفعى هي التي جذبت حبال السفينة وربطتها إلى الشاطئ، والمعروف أن الإله (مردوخ) كان يعبد بوصفه إله النهر ذي الأفعى العظيمة بحسب مقولة c.f.oldham وما تزال الهند من أشهر المناطق التي تحافظ على طقوس عبادة الأفعى ومعابدها منذ فجر التاريخ حتى الآن، ويقيمون لها الاحتفالات على نطاق واسع، خصوصاً في عيد يسمي (ناحابا نشامي) أو عيد الأفاعي، حيث يطلقون سراحها يومها وتعرض للبيع للجمهور، وتوجد مزارات لها تحت شجرة حيث يوضع حجر مستدير يحج الناس إليه حاملين القرابين والأضاحي والزهور والمشاعل المضيئة، وقاتل أفعى الكوبرا في الهند عقوبته الإصابة بالعقْم، أو تعريضه للدغتها ونهشه بأنيابها وإصابته بسمومها!
ومنذ زمن بعيد قدس الإغريق الأفعى، ويقال إن الملك سيكروس أول ملوك أثينا كان على هيئة نصف رجل ونصف أفعى كما يقول: edith hamilton.. ومن عادات قبيلة الأماكسوما في غينيا الجديدة أن تقام طقوس التطهير لقاتل الأفعى؛ إذ يتحتم على قاتلها أن يرقد في ماء جار لمدة عدة أسابيع، وفي هذه الأثناء لا يستطيع أي إنسان أن يؤذي حيواناً أياً كان نوعه ثم يحمل جسد الأفعى القتيل ويكفن ويدفن بجوار حظيرة مواشي.
ويحتفظ المتحف البريطاني بتماثيل للأفاعي البرونزية وعملات حكت صورة أفعى الكوبرا على أحد وجهيها.

## الأفاعي حارسة تتقمصها روح الأجداد

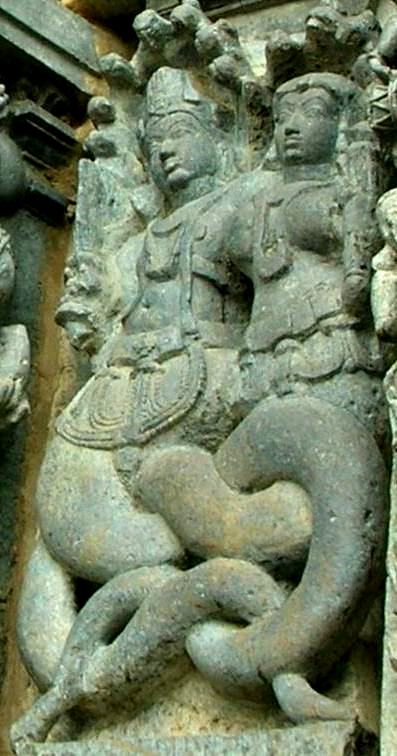
تمثال Hoysala لزوجين من النغا ، Halebidu

تشتمل العقيدة الروحية على جانبين أساسيين يكمل أحدهما الآخر:
الجانب الأول: يتعلق بقدرة الروح على الانفصال عن الجسد في حالة الحياة وبعد الموت.
والجانب الثاني: يتعلق بامتلاك الأشباح والكائنات الأخرى لقدرة روحانية خاصة بحيث يصبح لها تأثير خاص في حياة الإنسان.
لا غرو بعد ذلك أن تقوم علاقة الإنسان بهذه الكائنات على تقديسها والسعي لكسب رضاها، شأنها في ذلك شأن علاقته بالظواهر الكونية التي لها تأثير مباشر في حياته.
ها هم البدائيون المتوحشون يتحدثون إلى الحيوانات الحية والميتة في وقار ويؤدون لها واجبات التقديس والتبجيل ويطلبون العفو منها عندما تقضي الضرورة بصيدها أو قتلها، لاعتقادهم بأنها تتقمصها روح ما؛ هي روح الأجداد.
ومن الأمثلة الدالة في هذا المجال أن قبائل (الثاكلو) في المكسيك يتصورون أن أرواح الأشراف تتقمص بعد الموت الطيور الفخمة، في حين تحل أرواح العوام في الحشرات..
كذلك تتصور بعض قبائل وسط أفريقيا أن روح الرجل الصالح تمنح الحياة، أما روح الرجل الشرير فتمنحها للأفاعي، وفي مالاجاش ينظر للأفاعي بوصفها مخلوقات تتقمصها روح الأجداد.. ولذلك فهي مخلوقات تثير الشفقة والعطف.
وفي جنوب أمريكا اعتقد الناس قديماً أنهم ينحدرون من سلالة الأفاعي، أيضاً نجد في منطقة شاسعة من أوروبا الأفاعي تحظى باحترام كبير بزعم أنها من الممكن أن تكون امتداداً لعبادة الأجداد!
ويعتقد الساميون اعتقاداً مشابهاً في حلول الأرواح في أجساد الحيوانات والطيور.. وتصور الروح في شكل الطير أو الحيوان لا يختص بالعرب وحدهم، بل شاركهم في ذلك كثير من الشعوب البدائية.. وقد اعتقد قدماء المصريين أن الجن والأرواح تتجسد في أجساد الحيوانات؛ فقد تجسد الإله (بتاح) في العجل أبيس، والإله (أوزوريس) في جسد تيس، والإله (باستت) في هيئة قطة، والإله (ست) في صورة حمار وخنزير أفعى، وفي أحد النصوص الفرعونية التي ترجع إلى عهد الدولة الحديثة يقولون إن أرواح كل الآلهة تسكن أجساد الحيات، وأن الحية هي الصورة الأرضية للإله الأكبر (أتوم) كما يقول الدكتور محمد الجوهري في كتابه (علم الفلكلور) وقد انتشرت الأفاعي المقدسة في مصر إلى درجة أنها في العصور القديمة أصبح اسم كل إله يخصص برسم أفعى، مثل الصقر الذي اعتبر مخصوصاً بكلمة الإله في الكتابة المصرية القديمة، بل أكثر من هذا صورت الإلهة الصغيرة الطيبة (إلهة الحصاد) على شكل أفعى!
وكانت الفتيات يعلقن في رقابهن ما يعرف برقية (أبوفيس) المعبود، وهو أفعى الكوبرا الضخم، كذلك كانت توضع تماثيل هذا الإله في البيوت لحمايتها.. وبصفة عامة عبد المصريون الأفعى السام الكوبرا في شكلين: الأول في صورة الإلهة بوتو حامية ملك مصر، والثاني هو الصل حامي إله الشمس وزميله.
ثم بعد ذلك أصبحت العادة تحتم أن يحتوي كل معبد نموذجاً حياً من هذه الأفاعي، وتشتهر الأفاعي بوصفها حارسة الآبار وعيون المياه.. وكانت الأفعى التي سرقت أخشاب الخلود من جلجامش تقيم بجوار نبع ماء وتقوم بحراسته، كذلك كانت الأفعى هي التي تقوم بحراسة النهر والمستنقعات في الحضارة البابلية القديمة.. ومن هنا فقد كان الإله (أيا) الذي اتخذ من الأفعى ذات الرؤوس المتعددة رمزاً له يسمى إله النهر ذي الأفعى العظيمة، ولقد كان التنين (الهيدرا) الذي قتله هرقل يقوم بحراسة مستنقع ليرنا وعين المياه التي قاتله هرقل بجوارها، ولقد كان الهيدرا يسمى حارس المياه.. وفي هذا السياق أيضاً نجد الأفعى الضخمة التي كانت تحرس بئر زمزم، وتلك التي كانت تشرف على جدران الكعبة إذا اقترب منها مَنْ أراد إلحاق الأذى بها.
وتحدثنا الأساطير عن الأفعى التي ترتدي تاجاً من المجوهرات، وهو تاج ثمين لا يمكن إلا لشخص مغامر قوي أن يستولي عليه.
وفي الهند وماليزيا وإندونيسيا تنتشر الحكايات التي تقول بامتلاك الأفاعي للحجر السحري الذي ينير لها الطريق، ومن خصائص هذا الحجر أنه يقتل كل مَنْ يحاول لمسه عنوة، وإذا وضع بعد تلاوة تعاويذ معينة عليه فوق شخص نهشته الحية، فإنه يمتص السم من جسم المصاب، ولابد للحصول عليه من الإعداد الجيد للسيطرة على الحية وهزها بعنف لاستخراجه منها.
وكما كانت الأفعى تقوم بحراسة الإنسان وممتلكاته كانت تدافع كذلك عن القيم الإيجابية للجماعة وتطارد الخارجين على ناموس الجماعة والكون بوصفهم ممثلين للدنس، ومن ثم يصبحون في نظر هذه الجماعة مرادفين للأرواح الشريرة التي لابد من اتقاء شرها.
وقد زخرفت قصص ليالي ألف ليلة وليلة بقصص الحيات التي تجسدت فيها الملائكة أو الجان، وكانت الأفعى هي التي تقوم بحراسة بئر زمزم وتمنع عنه المعتدين وهي التي تصدت كذلك للذود عن مكة المكرمة، ويروي الثعالبي في كتابه (قصص الأنبياء المسماة بعرائس المجالس) عن تلك الحية الرهيبة التي كانت تهم بالوقوف على ذنبها في أعلى حائط بالكعبة الشريفة، كلما رأت قوة معادية لقريش تريد هدم البيت الحرام، أو كلما رأت قريش ضرورة هدمه لتجديده، ولم تتمكن قريش من هدمه لتجديده إلا بعد أن خطف الحية نسر وطار بها.
ويبدو أن خيال العربي لم ينظر للأفعى بوصفها حارسة في عالمه الأرضي المادي، وإنما امتد هذا الدور ليؤدي نفس الوظيفة في عالم مفارق هو عالم الغيبيات.
هذا هو الاعتقاد الخاص بالأفعى الحارسة، وهو اعتقاد ينشأ أساساً من الربط بين الأفاعي والجن والأرواح الطيبة أو (المؤمنة)، أما الحية الشريرة التي يتقمصها الجن الشرير فلنا فيها حديث آخر.

## الأفعى الشريرة وصراع الشر

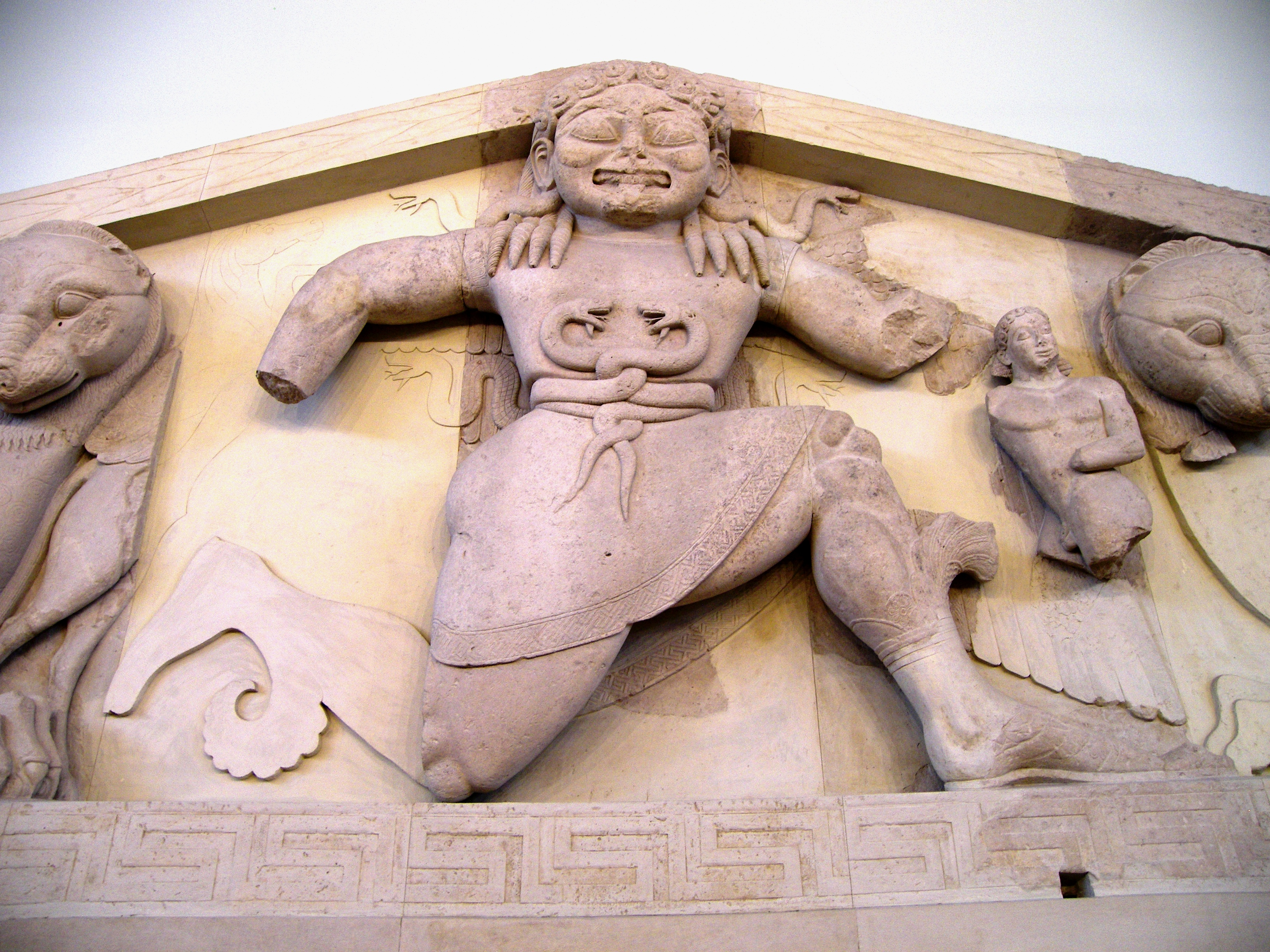
جورجون الأثري في قاعدة معبد أرتميس في كورفو كما هو موضح في المتحف الأثري في كورفو. كانت ترتدي حزامًا من الثعابين المتشابكة ، رمزًا للخصوبة.

تحتفظ أساطير الشعوب القديمة بكثير من الشواهد التي تدل صراحة على أن الأرواح الشريرة والشياطين تسكن الأفاعي.. فالأساطير القديمة تحكي عن صراع إله السماء والنور مع تنين المحيط المخيف المسمى باليعبوب عدو إله الشمس المصري، كما توضح لنا النقوش الفرعونية على جدران المعابد المصرية صورة اليعبوب وهو مقيد بالسلاسل المعدنية، وقد رقدت الإلهة النوبية سلكت عند رأسه، وقد فسر المصريون منذ القدم الصراع بين النور والظلام أو بين إله الشمس وعدوه الرهيب (الأفعى) بوصفه ظاهرة يومية يلقى فيها هذا الوحش في الماء عندما تغرق في المحيط، حيث ترفع الأفعى الضخمة نفسها مانعة أشعة الشمس من الظهور، ولكن في الصباح يتم تقطيع أجزائها إرباً، وتبدو الشمس منتصرة لأنها قتلت الأفعى العظيمة.
وتوضح النقوش القديمة هذا الصراع بتصوير الإله القط (باستت) وهو يقتل الأفعى في الصباح تحت أقدام شجرة السماء، وتعود هذه المعركة نفسها في أثناء النهار عندما تهب العاصفة فتحجب وجه السماء... ولهذا فإن أسطورة الثعبان وصراعه مع إله الشمس (رع) تظهر بالمثل في قصة صراع (حورس) الإله مع (ست) إله الشر، وشيئاً فشيئاً أصبحت الأفعى تشير إلى إله الشر ست نفسه، إذ يتمثل في أحد أشكاله بوصفه أفعى مائية متوحشة، وأصبح الخلط بين ست إله الشر القديم والأسطورة الأخيرة للأفعى كاملاً.
وتعتقد بعض العشائر الأسترالية والداهومية والفارسية القديمة أن الأفعى هي (قوس قزح) وأن المكان الذي يلتقي فيه قوس قزح مع الأرض لا يصلح للحياة فيه، ولا تفلح محاولات زراعته أو تعميره؛ إذ إنه يكون محلا للأرواح الشريرة!
وقد عرف العرب الأرواح الخبيثة، ومنها الجن والشياطين واعتبروها في الغالب مصدراً للأعمال الشريرة كافة؛ فهي المسؤولة عن كل الظواهر الطبيعية والإنسانية التي تشذ عن السياق الطبيعي المألوف، وكانت الحيات (الأفاعي) هي الصورة المألوفة التي يسكنها الجن والشياطين غالباً، ولعل الصورة الأكثر انتشاراً في الحضارة السامية القديمة للأفعى التي تسكنها الروح الشريرة أو الشيطان هي الأفعى التي تسببت في طرد آدم من الجنة بعد أن أغوت حواء وآدم وأغرتهما بالأكل من الشجرة المحرمة.
ويروى أن الأفعى هي الوحيدة من بين الكائنات التي لدغت أبا بكر الصديق (رضي الله عنه) في غار حراء حينما لجأ إلى الغار مع رسول الله صلى الله عليه وسلم أثناء الهجرة إلى المدينة، وذلك في نفس الوقت الذي بنى فيه العنكبوت بيته على الغار، وأقام الحمام مسكناً له فوقه إمعاناً في تضليل كفار مكة المكرمة.
إن سيرة الأفعى مع الشر طويلة؛ فهي تبدأ بالتباسها بالأرواح الشريرة ثم الجن فالشياطين وهم أحد فئات الجن الشرير.
ويبدو أن الأصل في نظرة الإنسان إلى الأفعى هو الشر أو الأفعى الحارسة، فقد تكون هي والخيرة بعض فئات الجن المؤمن؛ أو هي الوجه المقابل للوجه الشرير، وقد سخر بالسحر أو بأمر الآلهة لحماية الإنسان أو المقدسات.. وعموماً فإن الأفعى يتمثل فيها كلا الجانبين: الخير والشر معاً، وهو أمر يخرج بما قيل فيها من قصص إلى عالم الوجود في غالب الأمر، وهو وجود يحتمل الشيء ونقيضه.

## الحية والتكوين المسيحي

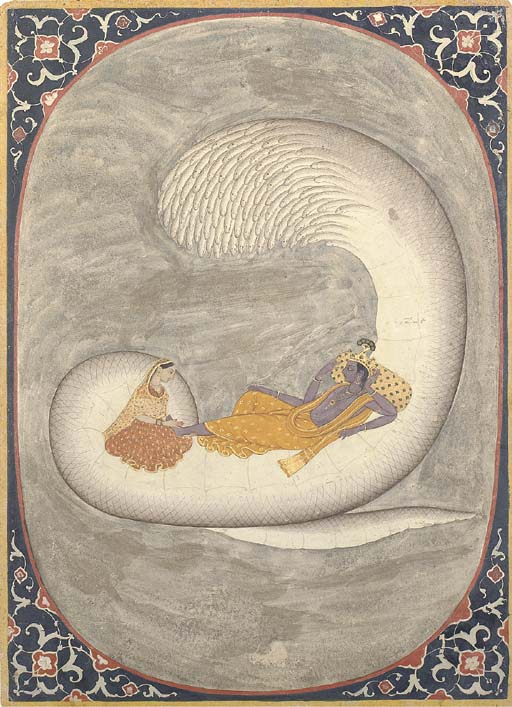
يستريح فيشنو على أنانتا شيشا ، بينما يقوم لاكشمي بتدليك "قدميه لوتس"

تقول نظرية التكوين المسيحية انطلاقا من العهد القديم إنه قبل ظهور المكان وجريان الزمان بأمر من الكلمة خلقت أولى الكائنات الحية المفارقة للطبيعة الإلهية وهم الملائكة أولئك المخلوقات النورانية حيث احاطت بالنور الأعظم في هالات وكل هالة تدل على رتبة من رتب الملائكة وأعلاها (الكيروبين) و (السرافیم) وصولا إلى الملائكة العاديين، ومن بين ملائكة الطبقة الأولى ملاك اسمه (لوسیفر) - (حامل الضياء).
وكان هذا الملاك فائق الجمال واعية أشد الوعي لملكاته وقدراته وجماله معتقدا أنه من الصعب على الخالق أن يصنع ما هو أعظم منه لأنه مثال على معجزة الخلق. كان (لوسفير) دائم التحديق في مركز النور الأعظم حتى صار يشاركه في رؤي المستقبل فعرف أن الإله يعد لإيجاد مخلوق يفوق مرتبة (السرافيم والكيروبين) من لحم ودم (يعني الإنسان)، وأن امرأة من هؤلاء ستغدو مليكة عليه ففضل أن يلتزم مجده الملائكي الذي وهبه الرب إياه ويظهر تمرده على الله رغم علمه الكامل بما سيجره عليه هذا التمرد من لعنة، فأدار ظهره لنور الخالق وأخذ على عاتقه إحباط صنائع الله وإفساد البشر الذين أعدت لهم تلك المكانة العالية. وبعد خلق الله لآدم أمره أن لا يأكل من ثمرة المعرفة.
تسلل (لوسیفر) إلى الجنة في هيئة أفعى والتف حول شجرة المعرفة، وأغوى حواء بالأكل من الشجرة المحرمة. ولما مر الإله عرف فعلتهما فقال لآدم: هل أكلت من الشجرة التي أمرتك أن لا تأكل منها؟ قال: إن المرأة هي التي أعطتني، قالت المرأة: الحية هي التي أغوتني. فقدر الرب على حواء ومن يليها من نسل البشر أن يلدن أولادهن بالوجع والآلآم وأن یکن تبعا لأزواجهن، ومنذ ذلك التوقيت ظهر الموت إلى الوجود وظهر الألم، وظهر الشر مخالطا لنسيج الوجود.

## الأصول التطورية

رمز الصيدلة

جادل عالم الأنثروبولوجيا لين إيسيل، مثل الرئيسيات، بأن الثعبان كرمز للموت مدمج في عقولنا اللاواعية بسبب تاريخنا التطوري. يجادل إيسبل بأنه على مدى ملايين السنين كانت الثعابين هي الحيوانات المفترسة الهامة الوحيدة للقرود، وهذا يفسر سبب كون الخوف من الثعابين أحد أكثر أنواع الرهاب شيوعًا في العالم ولماذا رمز الثعبان منتشر في الأساطير العالمية؛ الثعبان هو صورة فطرية للخطر والموت.
علاوة على ذلك ، جادل المحلل النفسي جوزيف لويس هندرسون والعالم الإثني ماود أوكس بأن الثعبان هو رمز للبدء والنهوض بالتحديد لأنه رمز للموت.

### الأفعى في الطب الحديث
يتخذ علم الطب رمزا قديما جدا وهو عصا أسكليبيوس، وهي رمز يوناني قديم متعلق بعلم التنجيم وبشفاء المرضى في الطب. يتألف من أفعى ملتفة حول عصا. في الميثولوجيا الاغريقية، فإن أسكليبيوس هو ابن الإله أبولو وكان اختصاصه التطبيب والشفاء من الأمراض. كما أن العصا يرمز إلى مجموعة نجوم تسمى «أوفيكوس» (Ophiuchus) وهي الرمز الثالث عشر في الأبراج التي تعتمد على زمن النجوم (بالإنجليزية:Sidereal astrology) وبخاصة الأبراج الهندية. أما علم الصيدلة فيتخذ رمزا وهو كأس تلتف حوله أفعى.

تتميز نجمة الحياة بصولجان أسكلبيوس رمز الطب